# Еф-дур
Еф-дур је дурска лествица, чија је тоника тон еф, а као предзнак има једну снизилицу.

## Познатија класична дела у Еф-дуру
- Бранденбуршки концерти 1 и 2, Бах
- Трећа симфонија, Брамс
- Шеста „пасторална“, и осма симфонија, Бетовен